# Aldrin (Mondkrater)
Aldrin ist ein kleiner Einschlagkrater im südlichen Teil des Mare Tranquillitatis, östlich des Kraters Sabine. Er liegt ca. 50 Kilometer nordwestlich des Landeplatzes von Apollo 11 und etwa 30 Kilometer westlich der Landestelle der Mondsonde Surveyor 5.
Benannt nach Buzz Aldrin, dem Piloten der Landefähre Eagle der Apollo 11 Mission, ist er der westlichste in einer Reihe von drei Kratern, die zu Ehren der Besatzungsmitglieder von Apollo 11 benannt wurden.
Vor der Umbenennung durch die Internationale Astronomische Union (IAU) war er als Sabine B bekannt.

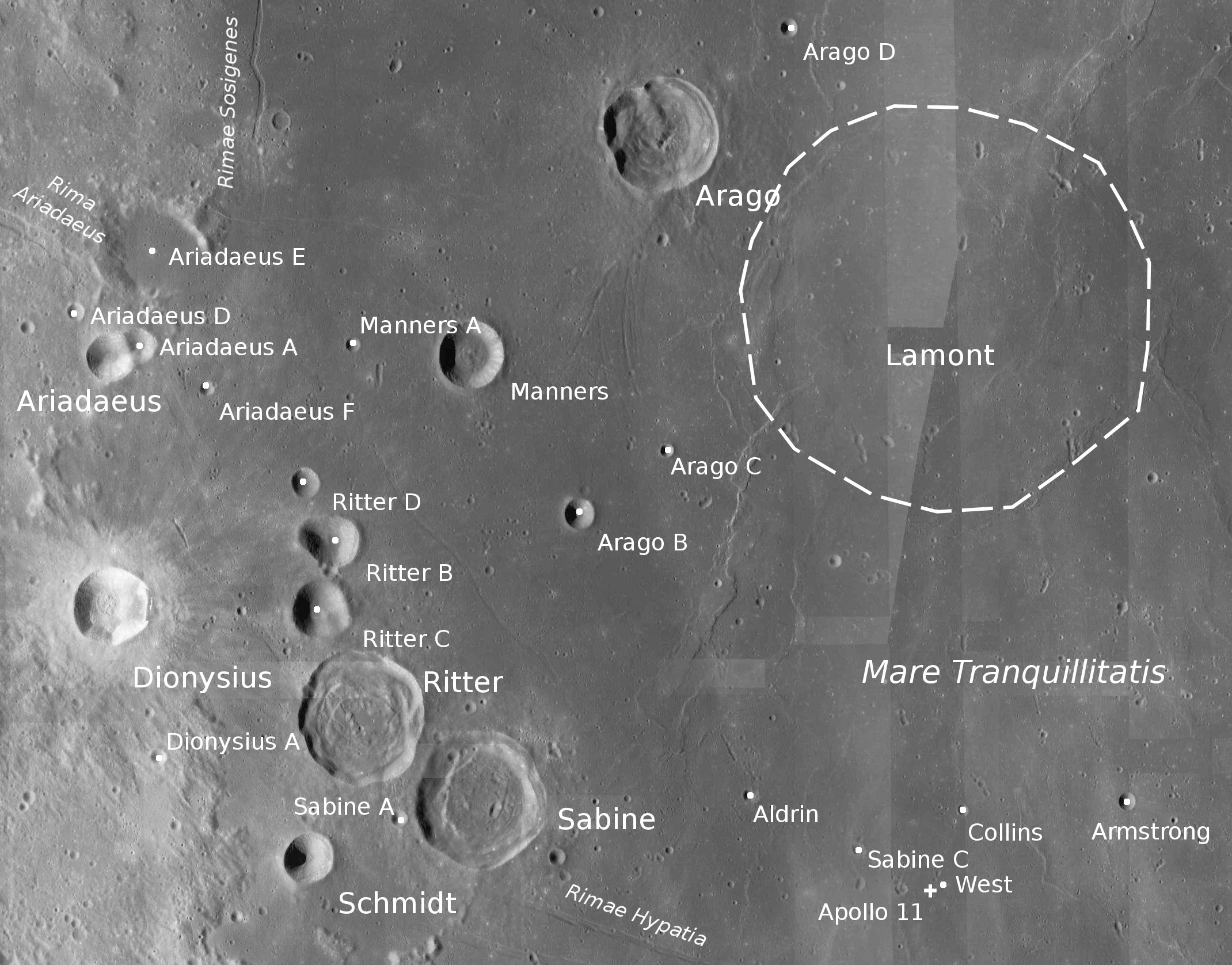
Aldrin und seine Umgebung (LROC-WAC)